# Хрустово (Вжесінський повіт)
Хрустово (пол. Chrustowo) — село в Польщі, у гміні Мілослав Вжесінського повіту Великопольського воєводства.
Населення — 54 особи (2011).
У 1975-1998 роках село належало до Познанського воєводства.

## Демографія
Демографічна структура станом на 31 березня 2011 року:
|          | Загалом | Допрацездатний вік | Працездатний вік | Постпрацездатний вік |
| -------- | ------- | ------------------ | ---------------- | -------------------- |
| Чоловіки | 28      | 8                  | 19               | 1                    |
| Жінки    | 26      | 9                  | 13               | 4                    |
| Разом    | 54      | 17                 | 32               | 5                    |